# Педерсен, Финн
Финн Педерсен (дат. Finn Pedersen, 30 июля 1925, Роскилле, Дания — 14 января 2012, там же) — датский спортсмен по академической гребле, олимпийский чемпион Олимпийских игр в Лондоне (1948) в гребле на двойке распашной с рулевым.

## Спортивная карьера
Выступал за клуб Roskilde Roklub. На летних Олимпийских играх в Лондоне вместе с Таге Хенриксеном стал чемпионом в соревнованиях двоек распашных с рулевым. Через восемь лет на Олимпиаде в Мельбурне (1956) в той же дисциплине не смог пробиться дальше полуфинала.
Чемпион Дании в двойке распашной с рулевым (1947, 1948, 1950), в двойке распашной без рулевого (1953, 1954, 1956).